# ノーマン・ジョセフ・ウッドランド
ノーマン・ジョセフ・ウッドランド（Norman Joseph Woodland、1921年9月6日 - 2012年12月9日）は、アメリカ合衆国の発明家である。バーコードの発明者の一人として知られている。
1952年10月にバーコードの特許を取得した後、IBMに入社して、商品のラベルに使用されている統一商品コード(UPC)を開発した。

## 生涯
1921年9月6日にニュージャージー州アトランティックシティで生まれた。両親ともにユダヤ系で、2人兄弟の長男だった。
アトランティックシティ高校を卒業後、第二次世界大戦中、テネシー州オーク・リッジでマンハッタン計画の技術補佐員として兵役に就いた。1947年にドレクセル工科大学（現 ドレクセル大学）で機械工学の学士号を取得した。大学卒業後、1948年から1949年までドレクセル大学で機械工学の講師を務めた。
1948年、ドレクセル工科大学の大学院生だったバーナード・シルバーは、スーパーマーケットの経営者が工学部長に、レジで商品情報を自動的に入力する方法の研究を依頼しているのを耳にした。シルバーはこの問題に興味を持ち、講師のウッドランドに相談した。ウッドランドは、いくつかのアイデアを検討し、実現可能な製品を作ることができると確信した。
ウッドランドは、株でお金を儲けたことで、教師を辞めて、祖父の住むフロリダ州のアパートに引っ越した。海岸に行ったウッドランドは、かつてボーイスカウトで受けた訓練で、モールス信号の短点と長点の組み合わせで情報伝達をしていることを思い出し、再びこの問題を考えた。ウッドランドは、砂の上にモールス信号の形に似た点と線を描いてみた。そこから指を下に動かすと、細い線と太い線が現れ、ここから二次元バーコードの基本概念を思いついた。このアイデアをシルバーと共有し、トーキーに使われる映画フィルムに音声を記録する技術を応用して、1949年10月20日に特許を申請し、1952年10月7日にアメリカ合衆国特許第 2,612,994号Classifying Apparatus and Methodを取得した。この特許には、直線状と円形の両方のバーコードが含まれていた。
ウッドランドは1951年にIBMに入社した。ウッドランドとシルバーはIBMにこの特許の技術開発を依頼したが、商業的に実現できなかったため、1952年に特許を1万5千ドルでフィルコに売却し、フィルコは1952年後半にRCAに売却した。その後、RCAは1960年代から1969年に特許が切れるまで、商業的な開発を試みた。
1969年にRCAが全米フードチェーン協会に接触し、「統一食料品コードに関する米国スーパーマーケット特別委員会」を設立した。1971年にライバルのIBMがこの委員会に関与し、ウッドランドのかつての研究を知ってノースカロライナ州の研究施設に異動させて、バーコードの研究をさせた。ウッドランドは統一商品コード(UPC)の開発に重要な役割を果たし、コンペでRCAを打ち負かした。
UPCで最初にスキャンされたのは、1974年にオハイオ州のスーパーマーケットで販売されたチューインガムだった。
ウッドランドは2012年12月9日、ニュージャージー州エッジウォーターでアルツハイマー病により亡くなった。

## 受賞
- 1973年、IBMはウッドランドに"Outstanding Contribution Award"を授与した[3]。
- 1992年、バーコード技術への貢献により、ジョージ・H・W・ブッシュ大統領からアメリカ国家技術賞を授与された[7]。
- 1998年、母校のドレクセル大学から名誉学位を授与された[3]。
- 2011年、全米発明家殿堂に殿堂入りした[8]。